# Ixamatus webbae
Ixamatus webbae är en spindelart som beskrevs av Raven 1982. Ixamatus webbae ingår i släktet Ixamatus och familjen Nemesiidae. Inga underarter finns listade i Catalogue of Life.